# Hotell Belarus
Hotell Belarus  är ett hotell beläget i centrala Minsk, Vitryssland. Hotellet, som har 22 våningar, byggdes i samband med de Olympiska sommarspelen 1980. Av flera anledningar så blev bygget dock försenat, och invigdes först efter att OS var över. Hotellet är beläget på Storozhevskajagatan 15.